# سوليدرق
سوليدرق هي قرية في مقاطعة نمين، إيران. عدد سكان هذه القرية هو 88 في سنة 2006.